# البرنامج الدولي للسلامة الكيميائية
عُقِد البرنامج الدولي للسلامة الكيميائية في عام 1980، وهو برنامج مشترك بين ثلاث هيئات تابعة للأمم المتحدة: منظمة الصحة العالمية وبرنامج الأمم المتحدة للبيئة ومنظمة العمل الدولية. يهدف البرنامج لإقامة أساس علمي للاستخدام المواد الكيميائية الآمن، ولتعزيز قدرات علمية وسِعاتٌ في مجال السلامة الكيميائية.
كما يهدف مشروع IPCS INCHEM إلى ذات الهدف، وهو مشروع مشترك بين البرنامج الدولي للسلامة الكيميائية والمركز الكندي للصحة والسلامة المهنية (CCOHS).
يَعُد البرنامج الدولي للسلامة الكيميائية ما يأتي موادًا كيميائية رئيسية تثير قلقاً كبيراً في مجال الصحة:
- تلوث الهواء
- الزرنيخ
- الأسبست
- البنزين
- الكادميوم
- الديوكسين ومماثلاته
- إفراط الفلوريد أو تفريطه
- الرصاص
- الزئبق
- مبيدات الآفات شديدة الخطورة.

## هوامش
1. ↑   أو البرنامج الدولي لسلامة المواد الكيميائية

## روابط خارجية
- الموقع الرسمي